# سیونیک (روستا)
سیونیک (به ارمنی: Սյունիք) یک روستا در ارمنستان است که در استان سیونیک واقع شده‌است.  در  کیلومتری جنوب کاپان، مرکز استان سیونیک واقع شده است.

## خصوصیات
سیونیک ۱۹٫۰۵ کیلومترمربع مساحت و ۱٬۲۶۶ نفر جمعیت دارد و در ارتفاع  متر بالاتر از سطح دریا قرار گرفته است.